# Vyšehořovice
Vyšehořovice är en ort i Tjeckien.   Den ligger i regionen Mellersta Böhmen, i den centrala delen av landet, 25 km öster om huvudstaden Prag. Vyšehořovice ligger 237 meter över havet och antalet invånare är 544.
Terrängen runt Vyšehořovice är platt. Runt Vyšehořovice är det ganska tätbefolkat, med 239 invånare per kvadratkilometer. Närmaste större samhälle är Čelákovice, 5,0 km norr om Vyšehořovice. Trakten runt Vyšehořovice består till största delen av jordbruksmark.